# أليكساندرو كولر
أليكساندرو كولر (بالرومانية: Alexandru Koller)‏ (20 أبريل 1953 في رومانيا - ) هو لاعب كرة قدم روماني في مركز الدفاع. شارك مع منتخب رومانيا لكرة القدم. أما مع النوادي، فقد لعب مع ASA Târgu Mureș (1962) ‏ وغلوريا بيستريتسا ‏ وميناور بايا ماري ‏.

## وصلات خارجية
- أليكساندرو كولر على موقع قاعدة بيانات كرة القدم.إي يو (الإنجليزية)
- أليكساندرو كولر على موقع عالم كرة القدم.نت (الإنجليزية)